# Luminocity
Luminocity (in Anspielung an englisch luminosity) ist ein Fenstermanager für das X Window System. Er wurde von Owen Taylor entwickelt und steht unter der GNU General Public License. Dabei stellt er eine Art Prüfumgebung für Technologien dar, die dann eventuell in den Fenstermanager Metacity einfließen werden.
Die Entwicklung wurde inzwischen eingestellt, AIGLX und Compiz übernehmen die Funktionen und Konzepte.